# 王臨
王 臨（おう りん、前9年 - 21年）は、前漢末期の人物。王莽の四男。新の皇帝に即位した王莽によって、皇太子に任じられるが、後に王莽の殺害を謀り、露見の上、自害した。
兄に王宇・王獲・王安、姉妹に王氏（王皇后）、妻に劉愔（劉歆の娘）がいる。

## 生涯

### 幼少時代と兄たちの死
元延4年（前9年）、王莽と王氏（王訢の孫の宜春侯王咸の娘）の間に長男として生まれる。同父母兄としては、王宇・王獲・王安がいた。また、同父母姉妹に王氏（後の王皇后）がいる。
父の王莽には、すでに死去した王永という兄がいたが、王莽は、王永の子である王光も大事に育てており、王光が長男の王宇より若かったにもかかわらず、王宇と同日に妻をとらせていた。
建平2年（前5年）、漢の哀帝に仕えていた王莽は、丞相の朱博や哀帝の外戚である丁氏や傅氏との政争により、職を辞して、領地の新都国に帰ることとなった。王莽は家族とともに領地にいて、門を閉じて、ひかえめにしていた。この時、王莽は侍女の増秩・懐能・開明という女性を寵愛し、懐能は男子である王興、増秩は男子の王匡と女子の王曅、開明は女子の王捷を生んだ。
この頃、王宇の次弟にあたる王獲（字は仲孫）が、奴隷を殺害した。王莽は厳しく王獲を責め、王獲を自害に追い込んだ。
元寿元年（前2年）、王莽の功徳を深く称揚した。哀帝は王莽をまた、任用することにした。王莽は寵愛していた侍女である増秩・懐能・開明と、その子女たち（王興・王匡・王曅・王捷）は男子がいることは知られなくなかったため、新都国に留め置かれることになった。
元寿2年（前1年）、哀帝が死去し、わずか9歳の平帝が即位することになった。王莽は、哀帝の腹心である董賢を自害に追い込み、平帝の外戚を排除して、太皇太后であった王政君（王莽の伯母）に進言して、王政君に平帝に代わって（天子の命令である）詔を行わせ、政治の実権を握ってしまった。
王臨の長兄である王宇は、王莽が平帝とその母にあたる衛姫を隔絶したことを正しいとは思えず、また、平帝が長じてから禍を受けることを恐れて、衛姫に上書させ、平帝に会わせようとさせたが、王莽は王政君に進言して、それを拒絶させたため、うまくいかなかった。
元始3年（3年）、王宇は、その師の呉章と妻の兄の呂寛と、衛姫を長安に入らせて平帝に会わせる手段を謀議し、王莽を変異や奇怪なことで恐れさせておこうとして、夜間に、呂寛に血を持ちこませて、王莽の屋敷にそそがせた。しかし、呂寛は王莽の門番に見つけられ、発覚してしまった。王宇は王莽によって捕らえられ、牢獄に送られ、薬を飲んで死んだ。
王宇の妻は子を妊娠していたが、牢獄につながれ、子を産んだ後に処刑された。
呉章と呂寛は捕らえられ処刑される。また王莽は、衛姫の一族である衛氏も衛姫を除いて誅殺・流罪にし、その上、各地の郡国の有力者たちで王莽を批判していた人物や目障りに思っていた人物まで、王宇の事件に関係したとして、使者を送って自害させた。死者の数は百人以上にものぼり、この事件で、中国内は震駭した。

### 父により列侯に封じられる
元始4年（4年）2月、平帝は、王莽の娘であり、王臨の姉妹にあたる王氏を皇后に立てることとなった。
4月、太保の王舜らが、王莽に殷の伊尹・周の周公旦のように大賞を与えるべきである、と朝廷に、奏上してきた。さらに、民に（同様のことを）上書するものが八千余人もあらわれ、公卿たちもみな「伊尹は阿衡、周公旦は太宰となりました。周公旦は七人の子が封爵を受けており、阿衡や太宰としての賞をしのぐものがあります。そのようにしていただきますように」と上奏した。
王政君が、官僚たちに検討させると、官僚たちは「大礼を明らかにするため」と言って、次のように、王政君に要請してきた。
- 王莽が先に辞退した三万戸の領地を再度、与え、王莽に、伊尹の「阿衡」、周公旦の「太宰」の称号をあわせた「宰衡」に任じ、三公の上位とすること。
- 宰衡の属官は全て秩禄を六百石とし、三公が王莽に語りかえる時は、『敢言之（あえてこれをいう）』と称することにする。
- 全ての官吏は、王莽と同名を名乗らないこと。
- 外出には、期門の20人、羽林の30人、前後を護る大車10台を従えること。
- 王莽の母は、「功顕君」と号して、二千戸の領地を与え、特別に黄金の印に赤い綬（印につける組み紐）を使うこと。
- 王莽の公子（息子）である王安は褒新侯、王臨は賞都侯といった列侯に封じる。
- 皇后の聘金として、3,700万銭増して、合わせて一億銭とし、大礼であることを明確にすること。

これをうけて、王政君は、前殿において、自ら王莽たちに土地を封じ、官をさずけることにした。
王臨も父の王莽・兄の王安とともに、王政君に前殿に呼ばれた。王莽父子は周公旦の故事の通り、王莽が前列で拝礼し後列で王安と王臨が拝礼した。
王莽は辞退して退出してから封じた書を送り、母の「功顕君」の号以外は辞退し、王安と王臨の印綬と封号・爵位・領土はお返ししたいと願い、病と称して屋敷に引きこもった。
しかし、太師の孔光らの要請により、王政君は王莽に出仕の詔と、賞を辞退しないことを求める詔、双方を行うことになった。そこで、ついに、王莽は、出仕した上で、賞を受け、王莽は、宰衡と太傅・大司馬を兼ねることになった。
このため、王臨は賞都侯に封じられ、兄の王安とともに、列侯の一人となった。その封戸は二つあわせて三千戸であったとされる。

### 公爵位に封じられる
やがて、元始5年（5年）12月、平帝も死去し、王莽は孺子嬰を漢の皇太子とし、王政君は太皇太后のままとして、王皇后（王莽の娘で、王臨の姉妹）は太后とし、王莽自身は、漢の摂皇帝や仮皇帝と呼ばれることとなり、改元を行った。
居摂3年（8年）、王莽は、前年に王莽の討伐を名分として決起した翟義を滅ぼし、同年に反乱を起こした趙明を平定に成功したため、大いに諸将を列侯に封じ、その功績を称えた。
群臣たちはまた、王政君に対し「摂皇帝（王莽）が践祚されている以上、（王莽が）国の宰相をされていた以上は異なります。制礼作楽がまだ終わられていませんが、（王莽の）二人のお子様の爵位を公爵にされるべきです。また、（王莽の兄の子である）王光も列侯に封じるべきです」と奏上した。
そこで、王政君は詔を下して、王莽の三男であった褒新侯王安を新挙公に、賞都侯であった王臨を褒新公に、王光を衍功侯に封じた。
これにより、王臨は褒新公に封じられ、兄の王安のともに、漢において二人しかいない「公爵」に封じられることとなった。また、ともに育った従兄の王光も列侯に封じられることとなった。
ただし、地皇元年（20年）7月、王莽が発した詔によると、すでに、この時には、符命において、「王安を新遷王に封じ、王臨に洛陽を国させて、統義陽王にするように」という内容のものが存在しており、王莽としては謙譲して、二人を公爵に封じたようである。

### 従兄の王光の死
同年9月もしくは10月、司威の陳崇が奏上してきた「衍功侯王光が私的に、執金吾の竇況に人を殺すように命じました。竇況はそのためにその人を捕らえて獄につなぎ、法にあてて処刑しました。」王莽は激怒して、王光を厳しく責めた。
王光の母（王莽の兄の王永の夫人）は、「お前は、自分が長孫（王莽の長男の王宇の字）や中孫（王莽の次男の王獲の字）に比べてどうなのか、自分で考えてみるがいい」と述べた。ついに、母子とともに自害し、竇況も死ぬこととなった。王光の子である王嘉が王光の爵位を継いた。
このことについて、『漢書』では、「はじめ、王莽は母に仕えて、兄嫁（王永の妻）を養い、兄の子（王光）を育てて、名声をあげた。だが、後には、これを虐げて、また、自分の公正さや正義ぶりを示すために利用した」と評している。

### 新の皇太子
始建国元年（9年）正月、王莽は、王政君を脅迫して、伝国璽を渡されると、符命にしたがって、漢の国号を取り去り、新を建国して、正式に皇帝に即位した。
王莽は、王臨たちの母である王氏を皇后に立てた。王莽と王氏の間に生まれた四人の男子は、王宇・王獲・王安・王臨の四人であったが、王宇と王獲はすでに王莽によって自害に追い込まれていた。兄の王安はややぼんやりしていたので、王臨が新の皇太子となった。
また、後に（地皇元年（20年）7月）王莽が発した詔によると、すでに、この時には、符命において、「王安を新遷王に封じ、王臨に洛陽を国させて、統義陽王にするように」という内容のものが存在しており、これを評議したものは皆、「『王臨を洛陽に国させて統となせ』とは、これは土中（洛陽、土地の中央とされたためにこう呼ばれた）によって、新室に皇統をつがせるようにということです。よろしく（王臨を）皇太子とすべきです」と語ったためとされる。
王安は、新嘉辟（辟は君）となった。王宇の六人の男子は、公爵に封じられて、天下に大赦が行われた。
ただし、この頃から、王臨は病んで伏してしまい、それから少し癒えたが、それでも、朝廷の朝見は、車に敷くしとねに入ったため、人にかつがれて行うことしかできなかった。
また、この時には、王莽が二度に渡り、自分の子を殺したため（王宇と王獲のこと）、王莽の妻である皇后の王氏（王訢の孫の宜春侯王咸の娘）は、涙を流す余り失明してしまっていた。そこで、王莽は皇太子となった王臨に命じて、宮中で母を保養させることにした。
なお、始建国2年（10年）11月までに、王臨は、新の国師公に任じられていた劉歆の娘の劉愔を妻にしている。

### 父の殺害を謀る
時期の前後関係は不明であるが、この頃に、王莽は妻の王氏の侍女にあたる原碧という女性を寵愛していた。しかし、王臨もまた、原碧と通じてしまい、王臨は、この事が漏れることを恐れるようになり、原碧とともに王莽を殺害することを謀るようになった、と伝えられる。
王臨の妻であった劉愔は、天文を見て星占いをすることができたため、王臨に「しばらくして、宮中で白衣の会（大喪の葬儀の会）が開かれるでしょう」と語った。王臨は、これを聴いて喜んで、王莽殺害の陰謀が成功するだろうと考えた。

### 統義陽王となる
地皇元年（20年）7月、大風が吹いて、王路堂が壊れた。王莽はそこで、詔を下した「壬午の日の夕方、烈風と雷雨があり、屋根を壊し、木を折るという異変があり、予は甚だこれを恐れる。10日ほど伏して考えたところ、迷いは解けた。かつて、符命において、「王安を新遷王に封じ、王臨に洛陽を国させて、統義陽王にするように」とするものがあった。王臨が病に伏してから、皇后（王莽の妻の王氏）が病気したこともあって、王路堂に住んでいたが、烈風と雷雨により、その屋根が暴かれ、楡の大木を打倒し、私はとても驚いている。王臨は兄がいるのに太子と称するのは名が正しくない。思うに、予の即位以来、陰陽が調和せず、風雨が季節にあわず、何度も干害や蝗の災いもあり、収穫が少なく、民が飢えて苦しみ、蛮人や夷狄が中華を侵略し、盗賊がやまず、人民は落ち着くこともできない様子である。深くその咎を思うに、その名が正しくないことが原因である。王安を新遷王に立て、王臨を統義陽王とする。これによって二人の子が全うし、子孫が繁栄して、外の夷狄を打ち破って、中国が平和であることをこい願う」。
これにより王臨は皇太子の位をおとされ、統義陽王となって城外の屋敷に住むようになり、いよいよ自身の立場を案じるようになった。そこで、王臨の母である王氏が病気で苦しんでいたため、王臨は書簡を送り「上（王莽）は、子孫に厳しく、前に長孫（王宇の字）と中孫（王獲の字）はともに年が30歳の時に死にました。今、私もまた、たまたま30歳になっています。本当に、いったん、中室（母上）に保全されなくなれば、私の命のあるところが分からなくことを恐れています！」と訴えた。
王莽は、妻の王氏の病を見舞った時に、その書簡を見つけ、激怒して、王臨に自分に悪意を抱いていることを疑ったという。

### 母を失い、父に死に追いやられる
地皇2年（21年）正月、失明のため保養していた王莽の皇后にあたる王氏（王訢の孫の宜春侯王咸の娘）が死去する。王莽は、彼女に贈り名して、「孝睦皇后」とし、渭陵の長寿園の西に葬らせ、永久に文母に侍らせ、陵の名を億年とした。王臨のことを疑っている王莽は、王臨に葬儀に参加を許さず、王臨は葬儀に参列できなかった。
王莽は王氏の葬儀が終わると、原碧を捕らえて尋問し、原碧は悪企みを働き王莽を殺害しようと謀っていたことを白状した。王莽はこのことを隠そうとして、この事件の取り調べにあたった使者の司命従事を殺害して獄中に埋め、家族のものすら、その所在を知らなかったという。そして王莽は王臨に毒杯を賜ったが、王臨はこれを呑む事を拒絶し、剣により自害したとされる。
王莽は、侍中・票騎将軍・同説侯王林（王舜の子）に命じて、王臨に使者の衣と印璽と組み紐を賜い、策書を下し「符命の文で、王臨を“統義陽王”にしよ、とされていたのは、新室が即位したから36,000年の後、王臨の子孫が龍陽の地で起こることを指したからである。これを聴いた議論したものたちは誤って、王臨を皇太子にしてしまったが、烈風の変事があったため、符命に従って、王臨を統義陽王に改めて立てた。しかし、王臨はそれ以前もそれ以後も、信頼を回復する行いをしなかったので、天の助けを被ることはなく、若くして命を落としてしまった。ああ、残念な事だ！その生前の行いによって“繆王”と諡する」と述べた。
また、王莽は国師公の劉歆にも詔をした「王臨は元々、星占いを知らなかった。この事件は妻の劉愔が原因で起きたことである」。劉愔もまた、自害した。

### 兄の王安も死す
同月に、王臨の兄にあたる新遷王王安も病死した。
20世紀の中国史研究者である東晋次は、このことについて、「かくして、地皇二年段階では、妻と妻の所生の四人の男子を失い、残るは平帝皇后のみとなった。新野での子どもたちと長男王宇の子たる、知られる限りで言えば八名の孫たちのうち、四人の男孫と後に孺子嬰の妻にさせられた女孫一人だけとなったのである。しかしこれはなにも王莽だけの責任ではないだろう。一家の長としての教導に欠けていた所があったかもしれないが、子どもや孫たちの不法行為に由来するものである。王莽はそれを許さなかった。その理由には己の政治的立場の保守ということもあったであろう。しかし、「大義、親を滅す」という立場からの判断や処置であったとの解釈も可能であろう」と論じている。
王莽は、王安の病気が重くなると、自分の男子がいなくなったことを心配して、かつて寵愛していた侍女である増秩・懐能・開明の子女たち（王興・王匡・王曅・王捷）を新都国から呼び寄せようと考えた。
そこで、王莽は、王安の名でつくった「王興らは母の身分は低いですが、それでもなお、皇子ではあります。捨て置いてはいけません」といった内容の奏上文を作り上げ、その文章を群臣たちに見せた。群臣は皆「王安は、兄弟を敬愛しております。この春夏において、爵位を封じるべきであります」と訴えた。
そこで王莽は使者をつかわして、王車で王興らを迎えさせた。王興は功脩公に、王匡は功建公に、王曅は睦脩任に、王捷は睦逮任に封じられた。
この時、王莽の孫である王寿（王宇の子）が病死した。王莽は十日間の間に、葬儀を四度（王莽の妻の王氏・王臨・王安・王寿）も行った。王莽は漢の武帝と昭帝の廟を壊して、子孫をその中に分けて埋葬した。

### 一家の最期
地皇4年（23年）7月、王臨の妻の父の劉歆は王莽への謀反を図ったのが発覚して自害させられた。
同年10月、王莽は更始帝（劉玄）の軍に攻められて殺害され、王臨の姉妹にあたる王氏も自害し、新王朝は滅亡した。
王臨の残った弟や妹である王興・王匡・王曅・王捷のその後は不明であるが、更始2年（24年）2月、長安を占領した更始帝により大赦が行われたが、「王莽の子以外の他は全てその罪を除く」といった詔が発されたため、王莽の宗族のうち助かったものはいても、彼らはこの前後に全て死んだものと思われる。
20世紀・21世紀の中国史研究者である渡邉義浩は、「王莽は、四人の子のうち三人を自殺に追い込んでいるが、それは自分の政治的地位を守るためだけではない。それぞれの子の不法を「大義　親を滅す」る（『春秋左氏伝』隠公伝四年）という古文学の立場から、許されなかったのである。このように儒教の経義をすべてに優先する王莽のあり方に、腹心も肉親も付いていくことができなかったのである」としている。

### 中国の文献
- （漢）班固著（唐）顔師古注『漢書』（全十二冊・繁體版）中華書局、1962年 ISBN 7101003052（中国語）